# Élections sénatoriales de 1920 en Ille-et-Vilaine
 (signalé en juillet 2025).
Si vous disposez d'ouvrages ou d'articles de référence ou si vous connaissez des sites web de qualité traitant du thème abordé ici, merci de compléter l'article en donnant les références utiles à sa vérifiabilité et en les liant à la section « Notes et références ».
- Archive Wikiwix
- Bing
- Cairn
- DuckDuckGo
- E. Universalis
- Gallica
- Google
- G. Books
- G. News
- G. Scholar
- Persée
- Qwant
- (zh) Baidu
- (ru) Yandex
- (wd) trouver des œuvres sur Wikidata

Les élections sénatoriales en Ille-et-Vilaine ont lieu le dimanche 11 janvier 1920. 
Elles ont pour but d'élire les 5 sénateurs représentant le département au Sénat pour un mandat de neuf années.

## Mode de scrutin
Ces élections se déroule au scrutin indirect, majoritaire et plurinominal, selon la loi du 10 décembre 1884.
Ne peuvent voter que : 
- de 1 à 24 délégués par commune, élus par chaque conseil municipal ;
- les conseillers généraux (43 cantons) ;
- les conseillers d'arrondissements (43 également) ;
- les députés du département (8 sièges) ;
- les sénateurs sortants (5 sièges).

## Élections partielles durant le mandat 1906-1920

### Partielle du 25 aout 1907: 2 sénateurs
- Adolphe de Saint-Germain (Nationaliste) élu depuis 1901, est mort le 17 juin 1907.

- Jean-Baptiste Billot, sénateur inamovible élu en décembre 1875 est mort le 31 mai 1907. L'Ille-et-Vilaine est tirée au sort pour recevoir un siège sénatorial en plus.

|          | Louis Lemarié          | Conservateur          | 603   | 53,65 |  |  |  |  |
|          | Léon Jenouvrier        | Conservateur          | 582   | 51,78 |  |  |  |  |
|          | Jean-Baptiste Perdriel | Républicain de gauche | 502   | 44,66 |  |  |  |  |
|          | Pierre Flaux           | Républicain de gauche | 501   | 44,57 |  |  |  |  |
|          | Charles Oberthür       | Action libérale       | 43    | 3,83  |  |  |  |  |
|          |                        |                       |       |       |  |  |  |  |
| Inscrits | Inscrits               | Inscrits              | 1 127 |       |  |  |  |  |
| Votants  | Votants                | Votants               | 1 125 | 99,82 |  |  |  |  |
| Exprimés | Exprimés               | Exprimés              | 1 124 | 99,91 |  |  |  |  |

### Partielle du 13 juillet 1913
- Eugène Pinault (Progressiste), élu depuis 1901 est mort le 19 mai 1913.

|          | René Le Hérissé         | Gauche radicale | 575   | 52,51  |  |  |  |  |
|          | Eugène Bouëssel-Dubourg | Conservateur    | 516   | 47,12  |  |  |  |  |
|          |                         |                 |       |        |  |  |  |  |
| Inscrits | Inscrits                | Inscrits        | 1 099 |        |  |  |  |  |
| Votants  | Votants                 | Votants         | 1 099 | 100,00 |  |  |  |  |
| Exprimés | Exprimés                | Exprimés        | 1 095 | 99,64  |  |  |  |  |

## Listes candidates
| N° | Candidats | Candidats                          | Parti        | Principales fonctions                                                                                |
| -- | --------- | ---------------------------------- | ------------ | --- |
| 01 |           | Léon Jenouvrier *                  | Conservateur | Pas d'autres mandats. Avocat.                                                                        |
| 02 |           | Louis Lemarié *                    | Conservateur | Maire du Mont-Dol. Avocat.                                                                           |
| 03 |           | Eugène Brager de La Ville-Moysan * | Conservateur | Sénateur sortant. Avocat.                                                                            |
| 04 |           | Paul Garnier                       | Conservateur | Conseiller général et municipal de Redon. Ingénieur-Constructeur.                                    |
| 05 |           | André Porteu de la Morandière      | Conservateur | Ancien député (1910-1919), maire de Talensac. Propriétaire agricole, châtelain du Château de Bintin. |

| N° | Candidats | Candidats         | Parti                 | Principales fonctions |
| -- | --------- | ----------------- | --------------------- | --- |
| 01 |           | Jean Janvier      | Gauche radicale       | Maire de Rennes . Patron dans le bâtiment.                                                                                                  |
| 02 |           | Jacques Thélohan  | Gauche radicale       | Conseiller général de Bain-de-Bretagne. Professeur à la Faculté de Droit de Rennes.                                                         |
| 03 |           | Georges Garreau   | Républicain de gauche | Ancien sénateur (1897-1906), maire de Vitré. Avoué.                                                                                         |
| 04 |           | René Le Hérissé * | Républicain de gauche | Sénateur sortant, maire d'Antrain. Ancien Lieutenant, riche propriétaire.                                                                   |
| 05 |           | Robert Surcouf    | Gauche radicale       | Conseiller d'arrondissement de Châteauneuf-d'Ille-et-Vilaine, maire de Plerguer. Armateur, Propriétaire agricole, châtelain du Haut-Mesnil. |

| N° | Candidats | Candidats             | Parti                 | Principales fonctions                                        |
| -- | --------- | --------------------- | --------------------- | ------------------------------------------------------------ |
| 01 |           | Jean Tréhu            | Progressiste          | Président de la Chambre de commerce de Fougères. Industriel. |
| 02 |           | Pierre-Marie Marchand | Républicain de gauche | Maire de Noyal-sur-Vilaine.                                  |
| 03 |           | Henri Jubin           | Républicain de gauche | Industriel à Rennes.                                         |
| 04 |           | Louis Jossand         | Progressiste          | Ancien Commerçant.                                           |
| 05 |           | Alexandre Perchais    | Radical-socialiste    | Négociant en grains.                                         |

## Résultats

### Tableau
|          | Léon Jenouvrier *                  | Conservateur          | 592   | 54,26  |       |        |  |  |
|          | Louis Lemarié *                    | Conservateur          | 586   | 53,71  |       |        |  |  |
|          | Eugène Brager de La Ville-Moysan * | Conservateur          | 545   | 49,95  | 561   | 51,67  |  |  |
|          | Paul Garnier                       | Conservateur          | 531   | 48,67  | 549   | 50,37  |  |  |
|          | André Porteu de la Morandière      | Conservateur          | 528   | 48,40  | 548   | 50,28  |  |  |
|          |                                    |                       |       |        |       |        |  |  |
|          | Jean Janvier                       | Gauche radicale       | 517   | 47,39  | 514   | 47,16  |  |  |
|          | Jacques Thélohan                   | Gauche radicale       | 474   | 43,45  | 519   | 47,62  |  |  |
|          | Georges Garreau                    | Républicain de gauche | 469   | 42,99  | 507   | 46,51  |  |  |
|          | Robert Surcouf                     | Gauche radicale       | 468   | 42,90  |       |        |  |  |
|          | René Le Hérissé *                  | Républicain de gauche | 444   | 40,70  |       |        |  |  |
|          |                                    |                       |       |        |       |        |  |  |
|          | Jean Tréhu                         | Progressiste          | 66    | 6,05   |       |        |  |  |
|          | Pierre-Marie Marchand              | Républicain de gauche | 31    | 2,84   |       |        |  |  |
|          | Henri Jubin                        | Républicain de gauche | 27    | 2,48   |       |        |  |  |
|          | Louis Jossand                      | Progressiste          | 26    | 2,38   |       |        |  |  |
|          | Alexandre Perchais                 | Radical-socialiste    | 23    | 2,11   |       |        |  |  |
|          |                                    |                       |       |        |       |        |  |  |
| Inscrits | Inscrits                           | Inscrits              | 1 096 |        | 1 096 |        |  |  |
| Votants  | Votants                            | Votants               | 1 096 | 100,00 | 1 096 | 100,00 |  |  |
| Exprimés | Exprimés                           | Exprimés              | 1 091 | 99,27  | 1 090 | 99,18  |  |  |

### Sénateurs élus
| Sénateur | Sénateur                           | Parti        | Fonctions lors de l'élection en 1920                                                                 |
| -------- | ---------------------------------- | ------------ | --- |
|          | Léon Jenouvrier *                  | Conservateur | Pas d'autres mandats. Avocat.                                                                        |
|          | Louis Lemarié *                    | Conservateur | Maire du Mont-Dol. Avocat.                                                                           |
|          | Eugène Brager de La Ville-Moysan * | Conservateur | Sénateur sortant. Avocat.                                                                            |
|          | Paul Garnier                       | Conservateur | Conseiller général et municipal de Redon. Ingénieur-Constructeur.                                    |
|          | André Porteu de la Morandière      | Conservateur | Ancien député (1910-1919), maire de Talensac. Propriétaire agricole, châtelain du Château de Bintin. |